# Débora Bello
Débora Bello (Buenos Aires; 2 de diciembre de 1976) es una modelo y presentadora argentina.

## Carrera
Comenzó a trabajar como modelo a los 2 años, formando parte primero del personal de modelos de la agencia Leandro Rud models y después de CHEKKA models.
En 2003, participó en el concurso Miss Hawaiian Tropic International en Oahu, Hawái.
En 2006, fue protagonista del videoclip de Diego Torres, Andando, con quien luego comenzó una relación. Ese mismo año, debutó como conductora del programa Auto X de Canal 9, y continuó al frente del ciclo mensual hasta 2007.
En 2008, condujo el programa de moda Tendencia, por la pantalla de Canal 9. Más tarde condujo Verano Fox Sports por la pantalla de Fox Sports, en el verano de 2010.

## Vida personal
Entre 2005 y 2021 estuvo en pareja con el actor, cantautor y músico Diego Torres, con quien tuvo una hija, Nina, nacida en 2013.

## Televisión
| Año       | Título            | Rol        | Canal      |
| --------- | ----------------- | ---------- | ---------- |
| 2006-2007 | Auto X            | Conductora | Canal 9    |
| 2008      | Tendencia         | Conductora | Canal 9    |
| 2010      | Verano Fox Sports | Conductora | Fox Sports |

## Videoclips
| Año  | Título  | Artista      | Álbum   |
| ---- | ------- | ------------ | ------- |
| 2006 | Andando | Diego Torres | Andando |